# Stjepan Džalto
Stjepan Džalto (Voljice, 21. listopada 1931. – Sarajevo, 24. rujna 2008.) bio je hrvatski pisac i svećenik iz BiH.

## Životopis
Rođen je 21. listopada 1931. u Voljicu kod Uskoplja u obitelji Stjepana i Ruže (rođ. Šandro). Srednju školu završio je Rijeci i Zagrebu. Teološke studije završio je u Đakovu, gdje je 29. lipnja 1959. godine zaređen za svećenika Vrhbosanske nadbiskupije. Nakon toga službovao je do 1965. kao župnik u Rostovu. Nakon toga bio je župnik u Brusnici, zatim od 3. rujna 1970. u Obrima te od 23. rujna 1975. do 13. studenog u Modriči. Zatim je bio župnik u Uzdolu. Od 1986. upravlja župom Glavice kod Bugojna. Od 1996. godine živio je u Zagrebu. Od 1998. bio je pastoralni suradnik u župi Skopaljska Gračanica.
Pet godina prije smrti, nakon moždanog udara, oslijepljuje. Preminuo je 24. rujna 2008. u Sarajevu. Pokopan je na mjesnom groblju u Voljicu.
Bio je član Društva hrvatskih književnika Republike Hrvatske i Društva hrvatskih književnika Herceg-Bosne.
Kulturna udruga Hrvatska uzdanica Uskoplje utemeljila je književnu nagradu Stjepan Džalto.

## Djela
- „Selo Svađalovo” (1972., dopunjeno 1999.)
- „Gladne i nemirne godine” – priče (1974.)
- „Priče iz Pasjih Korita” – roman (1982.)
- „Svečev kafić” – priče, (1988.)
- „Spontanosti” – pjesme (1988.),
- „Mladenački raj i njegov sjaj” – priče (1989.)
- „Pod Jurcanovim orahom” – roman (1990.)
- „Eva i ja” – priče (1995.)
- „Novo selo” – roman (1995.)
- „Čudna zemlja” – roman (1995.)
- „Birane stranice” – izbor iz djela (1995.)
- „Župna kronika” – priče (1995.),
- „Trzaji” – pjesme (1995.)
- „Zvonimirovo” – roman (1996.)
- „Fra Marijanova Bosna” – priče (1997.)
- „Birane stranice II” – izbor iz djela (1997.)
- „Krv i suze” – dvije balade i tragedija (1997.)
- „S ljudima” – crtice (1998.)
- „Drug nastavnik iz predvojničke” – roman (1999.)
- „Posljednji dominikanac” – putopisna proza (2000.)
- „Spaljeno ognjište” – priče (2000.)
- „Pismo” – drame (2002.)
- „Bog u novcu – vrag na koncu” – priče (2004.)
- „U tami svjetlost” – roman (2006.)
- „Priče od uzdahav – priče (2006.)

### Članci
- Dragić, Marko. 2008. Stjepan Džalto. In memoriam. Crkva u svijetu. Sveučilište u Splitu - Katolički bogoslovni fakultet. Split. 43 (4): 576–580